# Bernard-Marie Koltès
Bernard-Marie Koltès (Metz, 9 de abril de 1948 - Paris, 15 de abril de 1989) foi um dramaturgo francês.

## Biografia
Bernard-Marie Koltès nasceu no seio de uma família burguesa de Metz. O pai, oficial na Argélia, foi uma figura pouco presente da sua infância. Aos dez anos, tornou-se aluno interno de um colégio jesuíta.
O seu interesse pelo teatro nasce apenas em 1969 quando assiste à actuação da actriz María Casares na peça Medeia, de Séneca. Koltès vive nessa altura em Estrasburgo e, decidido a tornar-se actor, ingressa no Teatro Nacional dessa cidade. Funda então a sua própria companhia, o "Théâtre du Quai", e começa a redigir e encenar as suas próprias peças.
Koltès começa então uma série de viagens importantes, entre as quais a Nova Iorque e ao Canadá, em 1968, e à URSS, em 1973-1974. Em 1975, o autor instala-se em Paris. Data desse ano também uma tentativa de suicídio. Em 1977, cria o solilóquio La nuit avant les forêts, que será dito pelo actor Yves Ferry no Festival de Avignon. Esse momento marca uma ruptura, visto que o autor renega toda a sua produção anterior.
Entre 1979 e 1989, escreve cinco peças: Combat de nègre et de chiens (1979), Quai Ouest (1983), Dans la solitude des champs de coton (1985), Le retour au désert (1988) e Roberto Zucco (1989). A década de 80 fica marcada pela colaboração com o encenador Patrice Chéreau, que leva a palco essas peças, excepto a última. 
O trabalho dessa década decisiva é essencialmente narrativo. As suas peças são marcadas, por um lado, pela necessidade de diálogo e, por outro, pela impossibilidade da comunicação.
Bernard-Marie Koltès morreu em 1989, vítima de Aids.